# Liste der Baudenkmale in Zingst
In der Liste der Baudenkmale in Zingst sind alle Baudenkmale der Gemeinde Zingst im Landkreis Vorpommern-Rügen aufgelistet. Grundlage ist die Veröffentlichung der Denkmalliste des Landkreises Vorpommern-Rügen, Auszug aus der Kreisdenkmalliste vom September 2013 und August 2015.

## Zingst
| ID    | Lage | Bezeichnung                                                                  | Beschreibung                                 | Bild                                       |
| ----- | --- | ---------------------------------------------------------------------------- | -------------------------------------------- | ------------------------------------------ |
| 11379 | Goetheplatz, Koppelstraße, Börlingstraße, Lindenstraße, Liebknechtstraße, Kehr Wieder, Am Ende, Rämel, Dünenstraße | Siedlung am Goetheplatz                                                      | ehem. Wehrmachtswohnhäuser, erbaut 1937-1939 |                                            |
| 1280  | Am Bahnhof 1 (Karte)                                                                                               | ehemaliger Bahnhof                                                           |                                              | ehemaliger Bahnhof                         |
| 1281  | Barther Straße 1 (Karte)                                                                                           | Wohnhaus                                                                     |                                              | Wohnhaus                                   |
| 1282  | Barther Straße 6 (Karte)                                                                                           | Wohnhaus                                                                     |                                              |                                            |
| 1283  | Birkenstraße 13 (Karte)                                                                                            | Wohnhaus                                                                     |                                              | Wohnhaus                                   |
| 1320  | Börlingstraße 7 (Karte)                                                                                            | Wohnhaus                                                                     |                                              | Wohnhaus                                   |
| 1284  | Dünenstraße 2 (Karte)                                                                                              | Wohnhaus                                                                     |                                              | Wohnhaus                                   |
| 1285  | Dünenstraße 26 (Karte)                                                                                             | Wohnhaus                                                                     |                                              | Wohnhaus                                   |
| 1286  | Dünenstraße 19 (Karte)                                                                                             | Wohnhaus und Nebengebäude                                                    |                                              | Wohnhaus und Nebengebäude                  |
| 1288  | Friedenseiche 6 (Karte)                                                                                            | Wohnhaus                                                                     |                                              | Wohnhaus                                   |
| 1292  | Hafenstraße 13 (Karte)                                                                                             | Wohnhaus                                                                     |                                              | Wohnhaus                                   |
| 1289  | Kirchweg | "Gedenkstein "ertrunkene Seeleute"                                           |                                              | "Gedenkstein "ertrunkene Seeleute"         |
| 1293  | Kirchweg (Karte)                                                                                                   | Kirche "St. Peter und Paul", Friedhof, Portal, Glockenstuhl mit zwei Glocken | Die Kirche wurde 1860 bis 1862 errichtet.    | Weitere Bilder                             |
| 1294  | Klosterstraße 4 (Karte)                                                                                            | Wohnhaus und Stallscheune (ehem. Büdnerei)                                   |                                              | Wohnhaus und Stallscheune (ehem. Büdnerei) |
| 1295  | Postplatz (Karte)                                                                                                  | Kriegerdenkmal 1914/18                                                       |                                              | Kriegerdenkmal 1914/18                     |
| 1296  | Postplatz 5 (Karte)                                                                                                | Wohnhaus                                                                     |                                              |                                            |
| 1297  | Rosenberg 8 (Karte)                                                                                                | Wohnhaus                                                                     |                                              | Wohnhaus                                   |
| 1298  | Rosenberg 33 (Karte)                                                                                               | Wohnhaus                                                                     |                                              | Wohnhaus                                   |
| 1299  | Strandstraße 12 (Karte)                                                                                            | Wohnhaus "Cafe Rosengarten"                                                  |                                              | Weitere Bilder                             |
| 1300  | Störtebekerstraße 4 (Karte)                                                                                        | Wohnhaus                                                                     |                                              | Wohnhaus                                   |
| 1301  | Störtebekerstraße 7 (Karte)                                                                                        | Wohnhaus                                                                     |                                              |                                            |
| 1304  | Strandstraße 47 (Karte)                                                                                            | Wohnhaus                                                                     |                                              | Wohnhaus                                   |
| 1305  | Strandstraße 64 (Karte)                                                                                            | Seenotrettungsstation                                                        | 1873 erbaut                                  | Weitere Bilder                             |

## Quelle
- Denkmalliste des Landkreises Vorpommern-Rügen